# Castilleja hyperborea
Castilleja hyperborea är en snyltrotsväxtart som beskrevs av Francis Whittier Pennell. Castilleja hyperborea ingår i släktet målarborstar, och familjen snyltrotsväxter. Inga underarter finns listade i Catalogue of Life.